# Cressida
Cressida es un género de mariposas de la familia Papilionidae con una sola especie Cressida cressida.

## Taxonomía y Sistemática
El género Cressida está clasificado en la tribu Troidini de la subfamilia Papilioninae. Según un análisis filogenético reciente basado en dos genes mitocondriales y uno nuclear, Cressida estaría más cercanamente relacionado con el género Pharmacophagus.

## Plantas hospederas
Las especies del género Cressida se alimentan de plantas de la familia Aristolochiaceae. Las plantas hospederas reportadas incluyen el género Aristolochia.